# Dole pri Polici
Dole pri Polici so naselje v Občini Grosuplje.